# Mala Tokmacika, Orihiv
Mala Tokmacika (în ucraineană Мала Токмачка) este o comună în raionul Orihiv, regiunea Zaporijjea, Ucraina, formată numai din satul de reședință.

## Demografie
Componența lingvistică a comunei Mala Tokmacika
     Ucraineană (96,08%)
     Rusă (3,82%)
     Alte limbi (0,07%)
Conform recensământului din 2001, majoritatea populației comunei Mala Tokmacika era vorbitoare de ucraineană (96,08%), existând în minoritate și vorbitori de rusă (3,82%).